# 向山大池町
向山大池町（むかいやまおおいけちょう）は、愛知県豊橋市の町名。

## 地理
豊橋市中央部に位置し、北は南瓦町・向山西町、南西は向山町、南東は向山東町に接する。

### 池沼
- 大池（向山大池） - 承応3年に、郡代長谷川太郎左衛門が吉田城の東方約2kmにある当地に築造した[5][6]。

## 世帯数と人口
2023年（令和5年）4月1日現在の世帯数と人口は以下の通りである。
| 町丁       | 世帯数  | 人口  |
| ---------- | ------- | ----- |
| 向山大池町 | 313世帯 | 674人 |

## 学区
市立小・中学校に通う場合、学区は以下の通りとなる。
| 町丁       | 番・番地等 | 小学校             | 中学校             | 高等学校普通科 |
| ---------- | ---------- | ------------------ | ------------------ | -------------- |
| 向山大池町 | 全域       | 豊橋市立向山小学校 | 豊橋市立中部中学校 | 三河学区       |

## 歴史

### 町名の由来
向山池（通称:大池）による。

### 沿革
- 1932年（昭和7年）10月11日 - 向山町の一部より、向山大池町が成立[5][8]。

## 施設
- 向山緑地

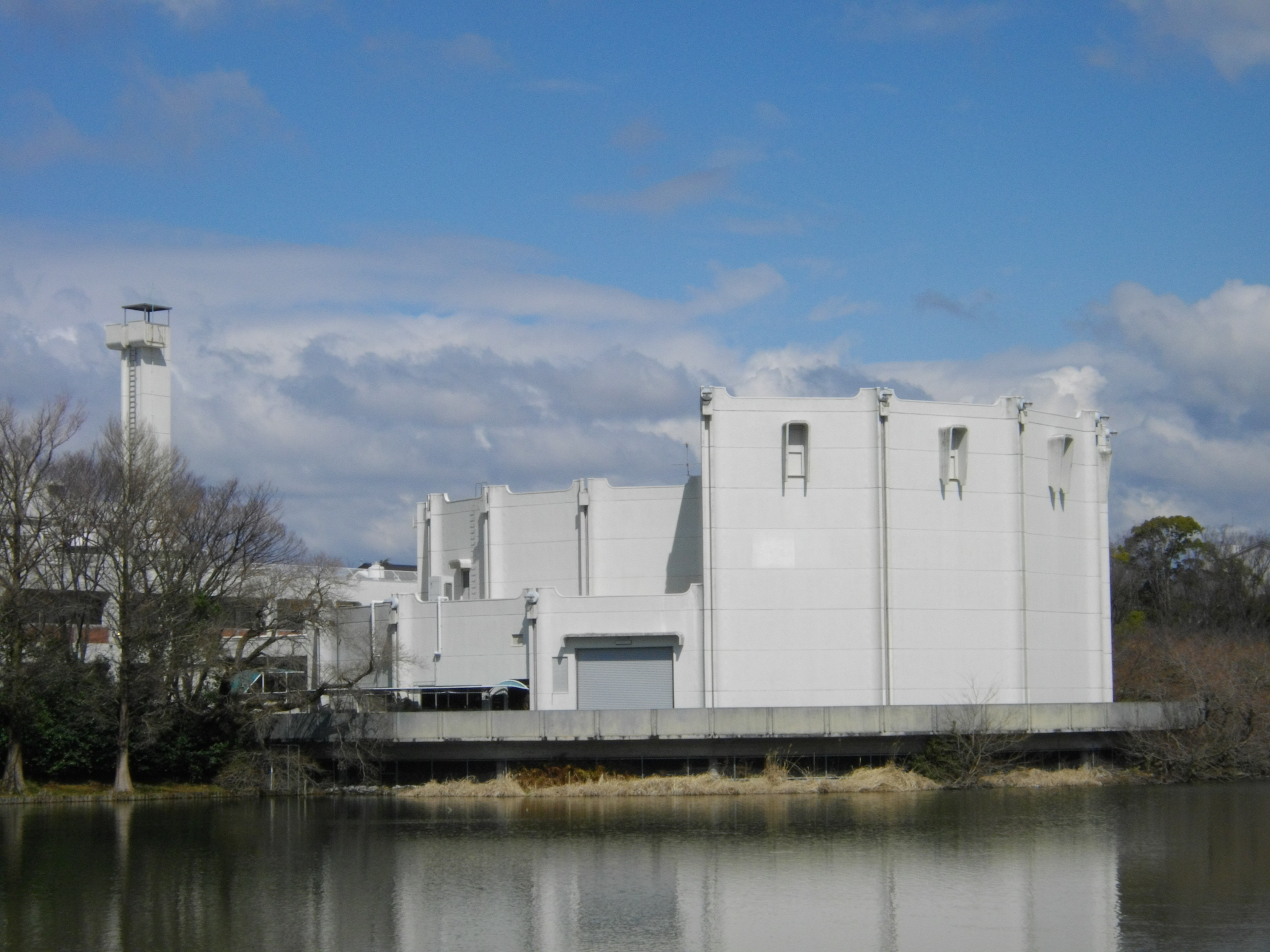
豊橋市民文化会館
  - 豊橋市向山図書館

- 豊橋市民文化会館

## 交通
- 愛知県道502号豊橋環状線

## その他

### 日本郵便
- 郵便番号 : 440-0862[2]（集配局：豊橋郵便局[9]）。